# 鑽尾蛇
鑽尾蛇屬（學名：Teretrurus）是蛇亞目盾尾蛇科下的一個單型屬，屬下只有鑽尾蛇（T. sanguineus）一個無毒蛇種，主要分布於印度南部。目前未有任何亞種被確認。

## 地理分布
鑽尾蛇主要分布於印度南部。

## 備註
1. 1 2  McDiarmid RW、Campbell JA、Touré T：《Snake Species of the World: A Taxonomic and Geographic Reference, vol. 1》頁511，Herpetologists' League，1999年。ISBN 1-893777-00-6
2. ↑  . ITIS. 2007  [1 September, 2007].

## 外部連結
- （英文）TIGR爬蟲類資料庫：鑽尾蛇 （页面存档备份，存于）